# Eois marcearia
Eois marcearia là một loài bướm đêm trong họ Geometridae.